# درجة الحرارة الفعالة

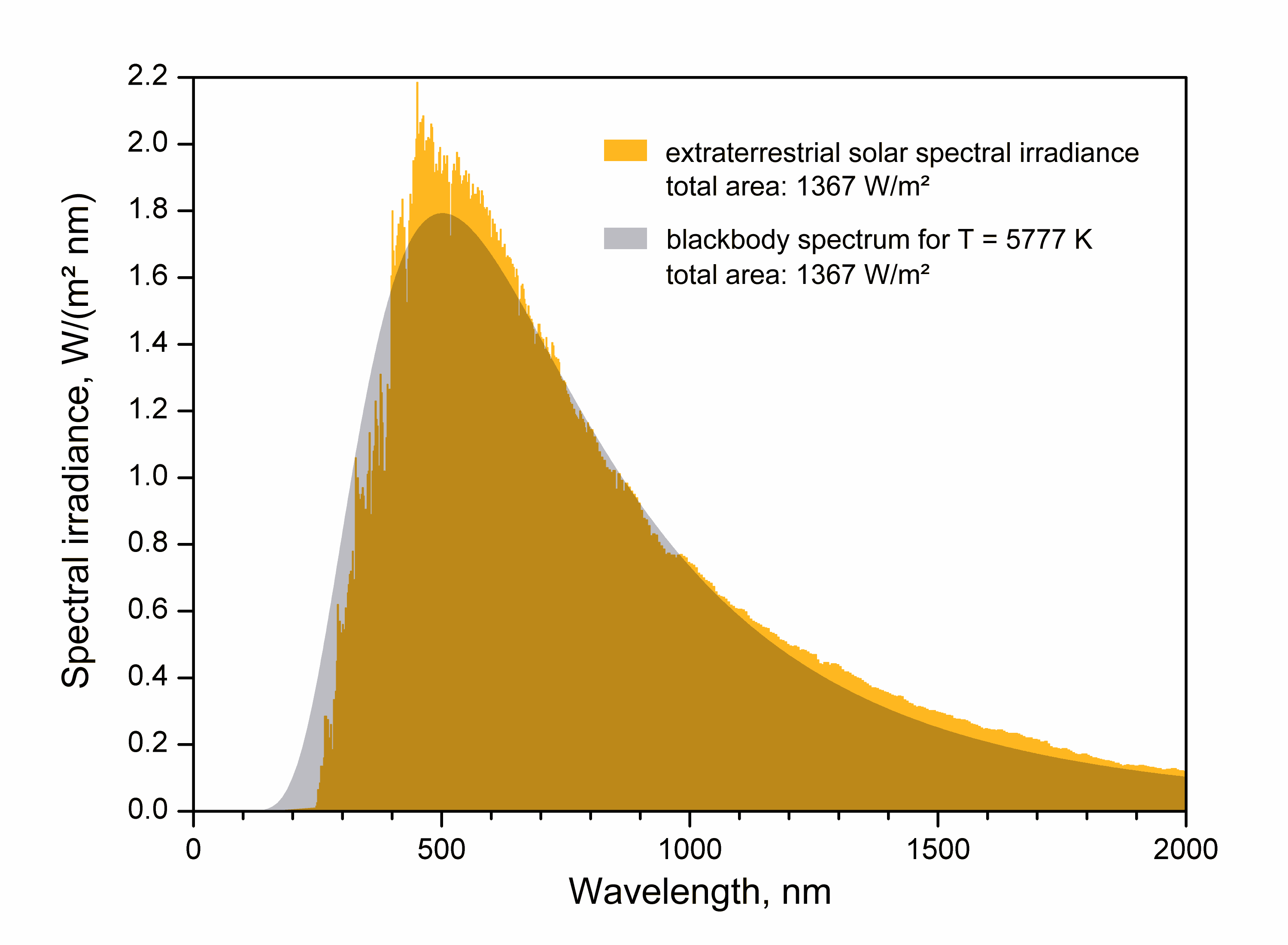

تعرف درجة الحرارة الفعالة لجسم مثل نجم أو كوكب بأنها درجة حرارة الجسم أسود الذي يصدر نفس كمية الإشعاع الكهرومغناطيسي للجسم. غالبًا ما تستخدم درجة الحرارة الفعالة لتقدير حرارة جسم عندما يكون المنحنى الانبعاثي (كتابع لطول الموجة) غير معروف.
عندما يصدر النجم أو الكوكب نطاقا موجيا أقل مما هو للجسم الأسود، تكون درجة الحرارة الفعلية أكبر من درجة الحرارة الفعالة، يمكن أن تكون الانبعاثات أقل بسبب خصائص الغلاف الجوي بما فيه تأثير البيت الزجاجي.

## النجوم
تساوي درجة الحرارة الفعالة لنجم درجة حرارة جسم أسود لديه نفس الضياء بالنسبة لواحدة المساحة ({\displaystyle {\mathcal {F}}_{\rm {Bol}}}) هذا التعريف مشتق من معادلة ستيفان-بولتزمان {\displaystyle {\mathcal {F}}_{\rm {Bol}}=\sigma T_{\rm {eff}}^{4}}. ومع اعتبار القدر المطلق للنجم عند ذلك {\displaystyle L=4\pi R^{2}\sigma T_{\rm {eff}}^{4}} حيث {\displaystyle R} نصف قطر النجم.

## الكواكب

### درجة حرارة الجسم الأسود
يمكن حساب درجة حرارة الجسم الأسود (الفعالة) لكوكب ما بمساواة الاستطاعة التي يتلقاها الكوكب مع الاستطاعة المعروفة التي يرسلها جسم أسود ذو درجة حرارة T.
نأخذ حالة كوكب على بعد D من النجم، وذي ضياء L.
بافتراض أن النجم يشع إيزوتروبيًّا وأن الكوكب بعيد عن النجم، فإن الاستطاعة التي يمتصها الكوكب تعطى باعتبار الكوكب قرصًا ذا نصف قطر r يعترض بعض الاستطاعة الموزعة على سطح كرة ذات نصف قطر D (المسافة بين الكوكب والنجم). يفترض الحساب بأن الكوكب يعكس بعض الإشعاع الوارد بإشراك بارامتر يدعى الوضاءة (رمزها a – وتدعى أيضًا ألبيدو). عندما تساوي الوضاءة 1 فهذا يعني أن كل الإشعاع يُعكس، وإذا ساوى الصفر فهذا يعني أن كل الإشعاع امتُص. عندها يكون التعبير عن الاستطاعة الممتصة:
{\displaystyle P_{\rm {abs}}={\frac {Lr^{2}(1-a)}{4D^{2}}}}
الافتراض التالي الذي يمكننا وضعه هو أن الكوكب بأكمله عند نفس درجة الحرارة T، وأنه يشع كجسم أسود. يعطي قانون ستيفان-بولتزمان علاقة تعبر عن الاستطاعة التي يشعها الكوكب:
{\displaystyle P_{\rm {rad}}=4\pi r^{2}\sigma T^{4}}
بمساواة هاتين العلاقتين وإعادة ترتيب الحدود نحصل على العلاقة التالية لدرجة الحرارة الفعالة
{\displaystyle T={\sqrt[{4}]{\frac {L(1-a)}{16\pi \sigma D^{2}}}}}
حيث {\displaystyle \sigma } ثابت ستيفان-بولتزمان. يلاحَظ أن نصف قطر الكوكب محذوف في العلاقة الأخيرة.
درجة الحرارة الفعالة للمشتري حسب هذه الطريقة 88 كلفن ودرجة الحرارة الفعالة لكوكب 51 بيغاسي بي تساوي 1,258 كلفن. من أجل تقدير أفضل لدرجة الحرارة الفعالة لبعض الكواكب كالمشتري يجب أن يشمل الحساب التسخين الداخلي كمصدر استطاعة. تعتمد درجة الحرارة الفعلية على أثري الوضاءة والغلاف الجوي. درجة الحرارة الفعلية من التحليل الطيفي لكوكب إتش دي 209458 (أوزيريس) تساوي 1,130 كلفن ولكن درجة الحرارة الفعالة له 1,359. يرفع التسخين الداخلي لجوبيتر درجة الحرارة الفعالة إلى نحو 152 كلفن.

### درجة حرارة سطح كوكب
يمكن تقدير درجة حرارة سطح كوكب بتعديل حسابات درجة الحرارة الفعالة بحيث تأخذ بالحسبان الانبعاثية واختلاف درجات الحرارة.
مساحة الكوكب التي تمتص الاستطاعة من النجم هي Aabs وهي جزء من المساحة السطحية الكلية Atotal = 4πr2 حيث r هو نصف قطر الكوكب. تعترض هذه المساحة بعض الاستطاعة المنتشرة على سطح كرة نصف قطرها D. نسمح أيضًا للكوكب أن يعكس بعض الإشعاع بإدخال بارامتر a يدعى الوضاءة. إذا ساوت الوضاءة 1 فكل الإشعاع ينعكس، وإذا ساوت 0 فكل الإشعاع يُمتص. تصبح علاقة الاستطاعة الممتصة عندها:
{\displaystyle P_{\rm {abs}}={\frac {LA_{\rm {abs}}(1-a)}{4\pi D^{2}}}}
الافتراض التالي الذي يمكن أن نضعه هو أنه رغم كون درجة الحرارة ليست نفسها في كل الكوكب، فهو سيشع كما لو أن درجة حرارته T على امتداد مساحة Arad هي أيضًا جزء من المساحة الكلية للكوكب. هناك أيضًا عامل ε، وهو الانبعاثية، ويمثل آثار الغلاف الجوي. يتراوح ε بين 1 و0، إذ تعني قيمة 1 أن الكوكب جسم أسود مثالي يبعث كل الاستطاعة الواقعة عليه. يعطي قانون ستيفان-بولتزمان علاقة عن الاستطاعة التي يشعها الكوكب:
{\displaystyle P_{\rm {rad}}=A_{\rm {rad}}\varepsilon \sigma T^{4}}
بمساواة هاتين العلاقتين وإعادة ترتيب الحدود نجد علاقة درجة حرارة السطح:
{\displaystyle T={\sqrt[{4}]{{\frac {A_{\rm {abs}}}{A_{\rm {rad}}}}{\frac {L(1-a)}{4\pi \sigma \varepsilon D^{2}}}}}}
نلاحظ نسبة المساحتين. الافتراضات الشائعة لهذه النسبة أنها 14 لجسم يدور بسرعة حول نفسه و12 لجسم يدور ببطء، أو جسم متأثر بالمد على الجانب المضيء بالشمس. تكون هذه النسبة 1 عند النقطة التي تتعامد عليها أشعة الشمس، وهي النقطة الواقعة مباشرة تحت الشمس، وتعطي درجة الحرارة الأعظمية للكوكب – وهي أعلى بنسبة √2 (1.414) من درجة الحرارة الفعالة لكوكب يدور حول نفسه بسرعة.
نلاحظ هنا أيضًا أن هذه المعادلة لا تأخذ بالحسبان أيًّا من آثار التسخين الداخلي للكوكب، والذي يمكن أن يحدث مباشرةً من مصادر كالتفكك الإشعاعي ويمكن أيضًا أن ينتج عن احتكاكات بسبب قوى المد والجزر.